# Gadoobang
Das Gadoobang, auch Gadubong genannt, ist ein Schwert aus Sumatra.

## Beschreibung
Das Gadoobang hat eine einschneidige, leicht gebogene Klinge. Der Klingenrücken ist fast gerade. Die Schneide verläuft s-förmig. Der Klingenrücken läuft in einer leichten Kurve zum Ort. Das Heft besteht aus Holz und hat kein Parier. Kurz unterhalb des Heftes ist auf der Klinge ein Vorsprung ausgeschmiedet, der zur Schneidenseite zeigt und die Klingenbreite überragt. Die Scheiden bestehen aus Holz und sind mit linienförmigen Schnitzereien verziert. Am Ortbereich ist ein breites, kurzes Segment aufgesetzt, das die Scheidenbreite überragt (siehe Bild Infobox, zweite Waffe von links). Das Gadoobang wird von Ethnien aus Sumatra benutzt.